# Сновка (приток Докольки)
Сно́вка (бел. Сно́ўка) — река в Стародорожском районе Минской области Белоруссии. Правый приток реки Доколька.
Начинается в 2 км к северо-западу от деревни Глядовичи. Впадает в Докольку в 0,5 км к востоку от деревни Стражи. Высота устья над уровнем моря составляет 140,9 м.
Длина реки составляет 11 км. Уклон реки — 1,4 м/км. Водосбор площадью 41 км², 50 % его территории покрыто лесом. Русло канализовано. Река встроена в систему мелиорационных каналов.